# Pat Ryan (Politiker)

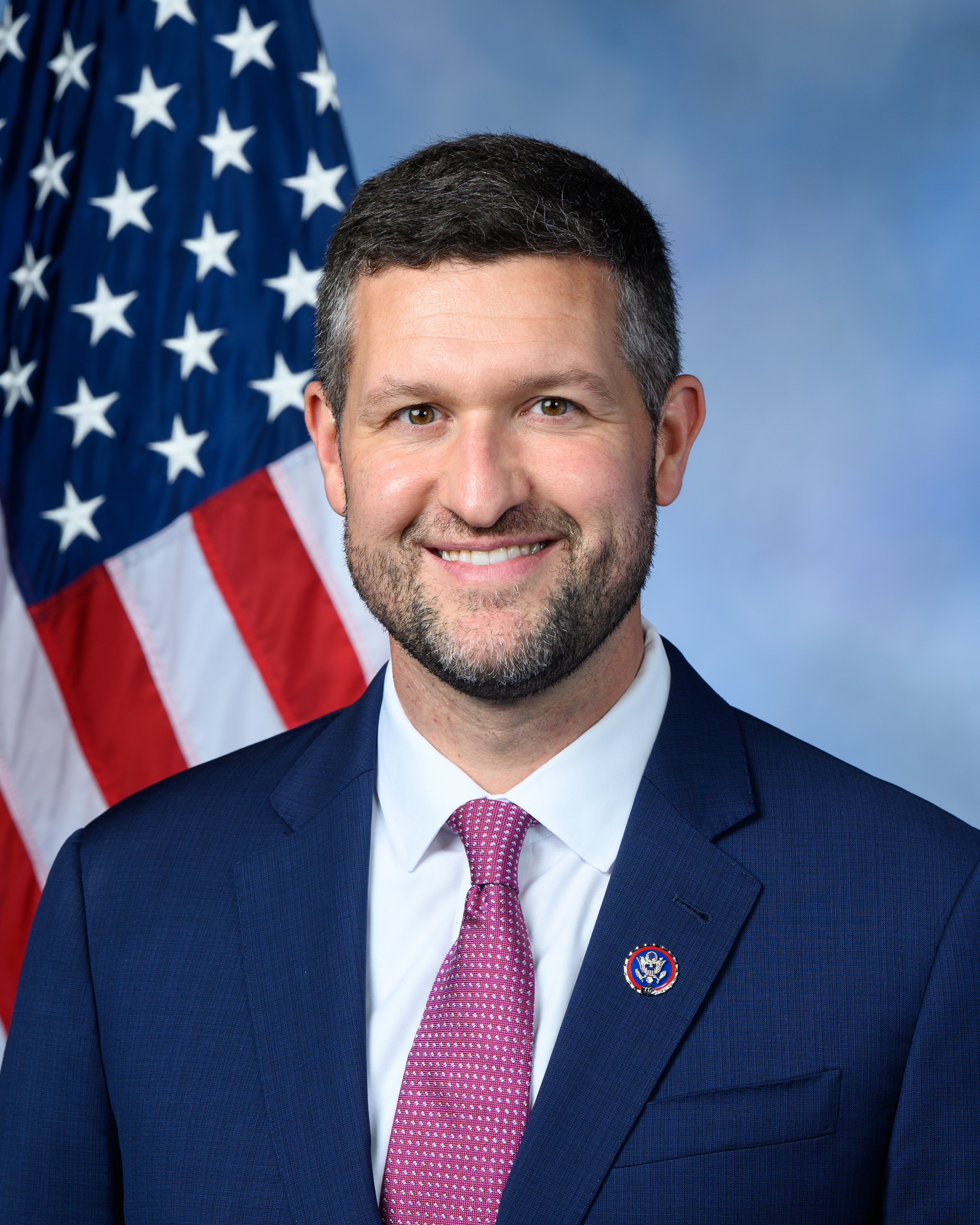
Pat Ryan (2022)

Patrick „Pat“ Kevin Ryan (* 28. März 1982 in Kingston, New York) ist ein US-amerikanischer Politiker der Demokratischen Partei. Seit dem 14. September 2022 sitzt er im US-Repräsentantenhaus. Während des 117. Kongresses vertrat er den 19. Kongresswahlbezirk im Bundesstaat New York, im 118. Kongress repräsentiert er seit dem 3. Januar 2023 den 18. New Yorker Kongresswahlbezirk. Zuvor war er von 2019 bis 2022 Leitender Beamter der Ulster-County-Verwaltung (County Executive).

## Ausbildung und Leben
Ryan besuchte die United States Military Academy in West Point und erwarb dort 2004 einen Bachelor-Abschluss in Internationalen Beziehungen. Von 2011 bis 2013 absolvierte er ein postgraduales Masterstudium an der Georgetown University in Sicherheitsstudien. Von 2004 bis 2009 diente er als Nachrichtenoffizier in der US-Armee und war in dieser Zeit zweimal im Irak stationiert. Nach seinem Ausscheiden aus dem aktiven Dienst, arbeitete er für Berico Technologies, eine Palantir-Tochterfirma, in Afghanistan. Im Anschluss gründete er zwei Start-ups im Bereich Datenanalyse und Cybersicherheit. Von 2015 bis 2017 war er Senior Vice President bei Dataminr, einer KI-gestützten Plattform.
Ryan ist in zweiter Ehe verheiratet und lebt mit seiner derzeitigen Frau und seinen zwei Kindern in Gardiner, New York.

## Politische Karriere
Bei den Kongresswahlen 2018 bewarb sich Ryan zum ersten Mal um eine Kandidatur der Demokraten im US-Repräsentantenhaus. In den parteiinternen Vorwahlen im 19. Kongresswahlbezirk unterlag er jedoch dem späteren Wahlsieger Antonio Delgado mit 18 zu 22 %.

### Ulster County Executive
Im Juni 2019 wurde Ryan in einer speziellen Nachwahl zum Nachfolger von Michael Hein zum County Executive, dem obersten Verwaltungsbeamten – in etwa vergleichbar mit einem deutschen Landrat – in Ulster County gewählt. Bei der regulären Wahl im November des gleichen Jahres wurde er für eine volle Amtszeit von vier Jahren bestätigt. Während seiner Amtszeit rief er unter anderem ein Pilotprojekt zur Einführung eines Bedingungslosen Grundeinkommens ins Leben. So erhielten 100 Familien mit einem Jahreseinkommen von unter 46.900 US-Dollar für die Dauer eines Jahres 500 Dollar monatlich ausgezahlt. Zudem koordinierte er die Eindämmungs- und Revitalisierungsbemühungen auf County-Level während der COVID-19-Pandemie.

### US-Repräsentantenhaus

#### Wahl
Nachdem Amtsinhaber Antonio Delgado neuer Vizegouverneur von New York geworden war, kandidierte Ryan bei der notwendig gewordenen Nachwahl am 23. August 2022 um den nun freien Sitz im 19. Kongresswahlbezirk. Ryan konnte seinen Kontrahenten von der Republikanischen Partei – sein Amtskollege aus Dutchess County Marc Molinaro – mit 51,1 zu 48,8 % der Stimmen knapp besiegen und damit in den Kongress einziehen. Ryans Erfolg galt als Überraschung, aufgrund der ausgeglichenen Demographie des Wahlkreises und der schlechten Beliebtheitswerte von US-Präsident Joe Biden war allgemein mit einem Erfolg der Republikaner gerechnet worden.
Bei den regulären Kongresswahlen im November 2022 kandidierte er statt im 19. im 18. Kongresswahlbezirk, nachdem in Folge der Volkszählung 2020 die Wahlkreise neu zugeschnitten worden waren. Die Vorwahl der Demokraten hatte Ryan zeitgleich mit seinem Nachwahlerfolg im August mit 83,7 % gewonnen. In der regulären Wahl schlug er den Republikaner Colin Schmitt mit 50,4 zu 49,6 %. Sein neuer Wahlkreis umfasst das mittlere Hudson Valley und gilt als politisch sehr ausgeglichen. Dennoch gelang ihm 2024 in einem für die Demokraten tendenziell schwierigen Jahr mit 56 % der Stimmen verhältnismäßig deutlich die Wiederwahl.

#### Ausschüsse
Im 118. Kongress sitzt Ryan in folgenden Ausschüssen und Unterausschüssen (in kursiv):
- United States House Committee on Armed Services (Streitkräfteausschuss, Vice Ranking Member)
  - Cyber-, innovative- und Informations Systeme
  - Taktische Luft- und Landstreitkräfte
- United States House Committee on Transportation and Infrastructure (Verkehrsausschuss)
  - Schnellstraßen und Transit
  - Wasserressourcen und Umwelt

Zudem gehört Ryan dem innerparteilichen Caucus New Democrat Coalition an, einem Zusammenschluss politisch moderater Demokraten.